# جيري يان
جيري يان (بالصينية: 言承旭) هو مغني وممثل تايواني، ولد في 1977 في تايوان.

## مراجع

Jerry Yan

## وصلات خارجية
- جيري يان على موقع IMDb (الإنجليزية)
- جيري يان على موقع ميوزك برينز (الإنجليزية)
- جيري يان على موقع ديسكوغز (الإنجليزية)
- جيري يان على موقع قاعدة بيانات الفيلم (الإنجليزية)